# Gyurcsány Ferenc
Gyurcsány Ferenc (Pápa, 1961. június 4. –) magyar politikus és üzletember. 2004. szeptember 29-étől 2009. április 14-éig a Magyar Köztársaság miniszterelnöke, 2006-tól 2025-ig országgyűlési képviselő, 2007-től 2009-ig a Magyar Szocialista Párt, 2010-től pedig pártja Demokratikus Koalíció Platformjának, majd az abból vezetésével 2011-ben alakult Demokratikus Koalíció pártnak az elnöke és frakcióvezetője 2025-ös lemondásáig.
Politikai pályafutását az 1980-as években a KISZ-ben kezdte, ahol a Központi Bizottság titkári posztjáig emelkedett, majd a ’90-es években üzleti tevékenységet folytatott. 2000-ben belépett az MSZP-be, 2003 májusa és 2004 szeptembere között a Medgyessy-kormány gyermek-, ifjúsági és sportminisztere volt.
2004-ben, a kormányzati ciklus közepén váltotta Medgyessy Pétert a miniszterelnöki székben. A 2006-os parlamenti választáson pártja az SZDSZ-szel közösen ismét többséget szerzett, így újból miniszterelnökké választották. A rendszerváltás óta ő volt az első, aki hivatalban lévő miniszterelnökként választást nyert.
2006. szeptember 17-én nyilvánosságra került a május 26-án Balatonőszödön, az MSZP-frakció előtt elmondott beszéde, melyben nyíltan és trágár módon beszélt többek között politikai hazugságokról és a választók elől eltitkolt tényekről. A beszéd kiszivárogtatása állandósuló tüntetésekhez vezetett. Az események miatt az ellenzék a miniszterelnök lemondását követelte. Gyurcsány ettől kezdve a rendszerváltás óta mért közvélemény-kutatások alapján a legnépszerűtlenebb magyar kormányfővé vált.
2009. március 21-én bejelentett távozási szándékát követően április 14-én konstruktív bizalmatlansági indítvány útján Bajnai Gordont választották helyette miniszterelnökké. Március 28-án a pártelnökségről való lemondását is bejelentette, utóda Lendvai Ildikó lett. Ezután az MSZP-hez köthető Táncsics Alapítvány kuratóriumának elnöke lett. A 2010-es országgyűlési választáson az MSZP országos listájának 4. helyéről került a parlamentbe.
Pártja politikai irányvonalát ettől kezdve folyamatosan és egyre élesebben kritizálta. 2010. október 22-ével megalakította az MSZP-n belüli Demokratikus Koalíció Platformot, majd erre építve 2011. október 22-én megalapította a Demokratikus Koalíció pártot, melyhez vele együtt tíz képviselő csatlakozott a parlamentben, akik kiléptek az MSZP frakciójából. Önálló képviselőcsoportot terveztek létrehozni, amit azonban az új házszabály megakadályozott, Gyurcsány így a DK elnökeként és független országgyűlési képviselőként folytatta a politizálást.
2012 áprilisában a Hír TV plágium gyanúját fogalmazta meg vele szemben az egyetemi szakdolgozata kapcsán. A plágiumot azonban nem lehetett bizonyítani vagy cáfolni, mivel ehhez nem álltak rendelkezésre egyértelmű bizonyítékok,  és a szakdolgozat minden példánya eltűnt.
2025. május 8-án bejelentette, hogy visszavonul a közélettől, lemond a Demokratikus Koalíció és a párt parlamenti frakciójának vezetéséről, valamint országgyűlési képviselő mandátumáról, és nem indul el a 2026-os választásokon. Egyúttal bejelentették, hogy elválnak Dobrev Klárával.

## Fiatalkora

### Származása
Felmenői a Felvidék, a mai Szlovákia területéről származnak.
Apai nagyapja, Gyurcsány Géza (1902–1938), nagyatádi magyar királyi pénzügyőri felvigyázó, apai nagyanyja Tamás Margit (1908–1943). Az apai nagyapai dédszülei Gyurcsány Ferenc (1878–1913), budapesti dohányjövedéki tiszt, és Hatházy Ilona (1881–1954) voltak. Az apai nagyanyai dédszülei Tamás József (1875–1914), nagyatádi hentes, és Szabó Terézia (1878–1966) voltak.
Apja, id. Gyurcsány Ferenc (1933–1996) lecsúszott középosztálybeli családból származott, és ötéves korában elveszítette szüleit, miután apja Gyurcsány Géza adósságokba keveredett, és öngyilkos lett 1938-ban. Felnőttként rendezetlen életmódot folytatott. Később feltárt dokumentumok tanúsága szerint többször is elítélték kisebb bűncselekmények elkövetéséért, alkoholizmusa és rendszertelen munkaviszonya nehéz életkörülményeket eredményezett a család számára.
Édesanyja, Varga Katalin (1933–2020) pápai munkáscsalád gyermeke, egy helyi gyárban dolgozott. Az anyai nagyszülei a szombathelyi születésű Varga Pál, pápai bolti szolga és Horváth Mária (1897–1955) pápai szövőgyári munkásnő volt. A család az ifjabb Gyurcsány Ferenccel és Éva nővérével Pápán társbérletben telepedett le egy komfort – fürdőszoba – nélküli lakrészbe, amelyben velük együtt több szegény család is lakott. A gyerekek mégis „normálisan” nőttek fel az anya takarékos gazdálkodásának köszönhetően. 1976-ban a lényegesen jobb körülményeket biztosító, akkoriban felépült Vajda Péter lakótelepre költözhettek.

### Tanulmányai
A lakóhelyükhöz tartozó, Pápa belvárosában lévő Zalka Máté Általános Iskolában tanult (az intézmény 2003 óta Tarczy Lajos nevét viseli). Aktívan részt vett az iskolai életben, matematikaversenyen indult, szakkörök tagja volt, illetve sportolt, elsősorban atlétikázott (a rendszeres futást még miniszterelnöksége alatt is űzte). Hetedik osztályos korában az úttörő-csapattanács elnöke lett. Tanulmányi eredményei jók voltak, osztályfőnöke pedig felfigyelt egy pályázatra, amely tehetséges, de rossz családi helyzetű vidéki diákoknak nyújtott lehetőséget felvételre az ország egyik legjobb gimnáziumába. Középfokú tanulmányait a budapesti ELTE Apáczai Csere János Gyakorló Gimnázium és Kollégiumban kezdhette meg, 1975-ben. A tanulmányokhoz szükséges tanszerek, ruhák árát – magát tizenhat évesnek kiadva – a pápai textilgyárban, nyári munkával, három műszakban dolgozva kereste meg. A fővárosban aztán konfliktusa támadt a kollégium igazgatójával a második idegen nyelv tanulásának kötelezettségéről, így a neves iskolát el kellett hagynia. A harmadik évet már ismét Pápán kezdte, végül 1979-ben a Türr István Gimnáziumban érettségizett.
Tanulmányait a pécsi Janus Pannonius Tudományegyetem Tanárképző Karán folytatta technika–biológia szakon, és 1984-ben főiskolai, majd a Közgazdaságtudományi Karon levelező hallgatóként egyetemi diplomát szerzett (1990).

## A politikában

### KISZ, Demisz
1981-ben a Kommunista Ifjúsági Szövetség, a KISZ főiskolai bizottságának tagja lett. Elsősorban rendezvények, diákprogramok szervezésében vett részt. Később KISZ-titkárnak is megválasztották, ami a tudományegyetem és a tanárképző főiskola összevonása után jól fizető állást jelentett számára.
1984 és 1988 között a KISZ Pécsi Városi Bizottságának titkára, majd 1988–1989-ben a KISZ Központi Bizottság Egyetemi és Főiskolai Tanácsának elnöke lett. 1989-ben a KISZ jogutódjának, a Demokratikus Ifjúsági Szövetségnek (DEMISZ) az alelnöke volt, a szervezetben a radikálisabb, reformer vonalat képviselte. Két hónap után kilépett a DEMISZ-ből, és kb. harminc társával megalakították az Új nemzedék nevű ifjúsági szervezetet, melynek elnöke lett. A szervezet rövid ideig állt fenn, majd szinte észrevétlenül szűnt meg. Ezzel jó időre véget ért Gyurcsány Ferenc politikai pályafutása.
1989-ben Orbán Viktor így nyilatkozott róla: „Egyetlen ember van a KISZ-esek közül, akit én ismerek, akit komolyan kell venni, ha az ember tárgyal vele, mert az próbára teszi az ember képességeit, ...az a Gyurcsány nevű ember”.
Tanulmányai befejezése után az üzleti életben helyezkedett el, politikával hivatásszerűen éveken át nem foglalkozott.

### Üzleti tevékenysége
1990-től Budapesten dolgozott a CREDITUM Pénzügyi Tanácsadó Kft.-nél, ahol önálló ügyintézői, majd üzletszerzői pozíciókba emelkedett. Ekkor tanult meg angolul, amit tárgyalási szinten beszél. A társaság kettéválása után, nemzetközi piacot célzó résszel az Eurocorp Nemzetközi Pénzügyi Rt.-vel tartott, ahol résztulajdonos és az ötfős igazgatóság tagja lett. 1992-től vállalkozó, az Altus Befektetési és Vagyonkezelő Rt. vezérigazgatója. Egyik első nagyobb bevétele a korábban a KISZ legnagyobb vállalataként ismert Ezermester Úttörő és Ifjúsági Kereskedelmi Vállalat végelszámolási feladatainak elvégzéséből származott, a cég felívelése pedig a Horn-kormány idejére tehető, amikor a korábbi kapcsolatoknak nagyobb hasznát lehetett venni. Az Altus 1995 novemberében elnyerte az akkori legnagyobb hazai alumíniumipari vállalat, a Motim többségét, a vásárláshoz szükséges 705 millió kifizetéséhez pedig attól a Magyar Hitel Banktól vettek fel hitelt, amelynek akkori elnöke Gyurcsány anyósa, Apró Piroska volt. 2002-től a felügyelő bizottság elnöke. 2002-ben Magyarország 50. leggazdagabb embere volt. 2009-ben az időközben 100%-os tulajdonába került Altus Zrt. vezérigazgatói tisztjét átadta feleségének, Dobrev Klárának.
2014 októberében az Európai Bizottság illetékes főigazgatósága megbízatást adott egy – az Altus által vezetett – nemzetközi konzorciumnak az európai kohéziós és regionális politikával kapcsolatos tanulmányok készítésére az EU összes tagországában. Az ügyben a magyar kormány tiltakozását fejezte ki, Csepreghy Nándor helyettes államtitkár szerint a Bizottság „hálapénzt” fizet Gyurcsány Ferencnek azzal, hogy egy nem független politikus négyfős cégét bízta meg. Dobrev Klára, az Altus Zrt. vezérigazgatója közleményben fejtette ki, hogy a megbízás tárgya nem pénzügyi ellenőrzés, hanem stratégiai, szakmai elemzés.

### A Medgyessy-kormányban

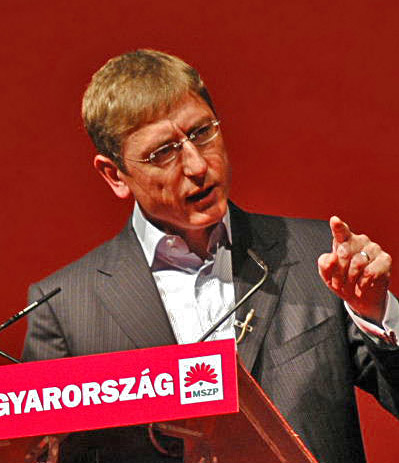
Beszéd közben 2006 szeptemberében

A Magyar Szocialista Pártnak (MSZP) 2000-ben lett tagja.
A kormányváltást követően, 2002-ben Medgyessy Péter miniszterelnök tanácsadója lett, majd 2003 májusában, Jánosi György távozását követően, a Gyermek-, Ifjúsági és Sportminisztérium vezetését vállalta el. Ez volt az első kormányzati tisztsége, melyet 2004 szeptemberéig töltött be. E tisztségbeli tevékenységének egy része később vizsgálat tárgyát képezte az ún. Zuschlag-ügyben.
2004 februárja és szeptembere között az MSZP Győr-Moson-Sopron megyei elnöke is volt.

### Miniszterelnökké válása
Gyurcsány miniszterként egyre aktívabban politizált, amely konfliktust eredményezett a kormányfővel. 2004 nyarának végére amúgy is kiéleződtek a koalíción belüli ellentétek. A 2004-es kormányválság előzményeként Medgyessy le akarta váltani Csillag István gazdasági minisztert, mire válaszul a koalíciós partner SZDSZ megvonta tőle bizalmát. A két párt ezt követően konstruktív bizalmatlansági indítványt kívánt benyújtani, de Medgyessy Péter ezt megelőzve lemondott posztjáról.
Az MSZP kongresszusa 2004. augusztus 25-én Gyurcsány Ferencet jelölte miniszterelnöknek Kiss Péterrel szemben; ő ezt követően lemondott Győr-Moson-Sopron megyei MSZP-elnöki tisztségéről. A köztársasági elnök 2004. szeptember 27-én ezt figyelembe véve őt bízta meg kormányalakítással. Az Országgyűlés szeptember 29-én választotta meg miniszterelnöknek.

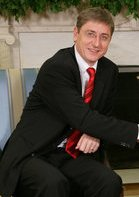
Washingtonban, 2005

### Első miniszterelnöksége
Első kormányát 2004 szeptemberétől 2006 tavaszáig vezette, melyet az ún. Száz lépés programja határozott meg. Bár a program reformokat tartalmazott, kormányfői működését folyamatos kritikák érték, számos korrupciós vád merült fel ellene, leginkább korábbi üzleti tevékenysége kapcsán. Ettől függetlenül pártja népszerűsége folyamatosan növekedett, így jó eséllyel nézhettek a választás elé.

### Választási győzelem, újabb kormányalakítás

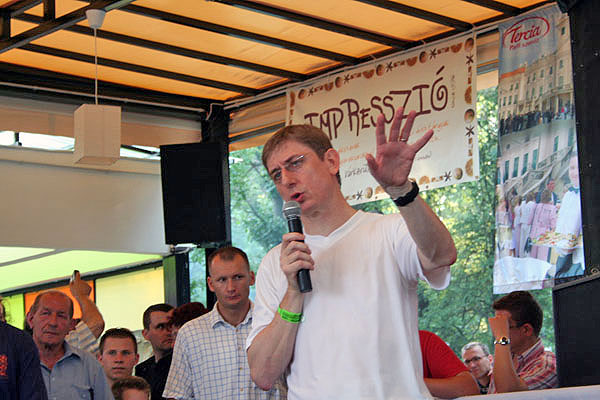
Gyurcsány beszéd közben (2006. július 8.)

A 2006. április 9-én és április 23-án megtartott országgyűlési választáson az MSZP és az SZDSZ együtt parlamenti többséget szerzett. A köztársasági elnök ezt követően ismét őt bízta meg kormányalakítással, így Gyurcsány Ferenc vezetésével folytathatták a kormányzást. A rendszerváltás óta az ő kormánya lett az első, amelyet a választók munkája folytatására hatalmaztak fel. Gyurcsány pártja országos listáján szerzett mandátumot. A második Gyurcsány-kormány 2006. június 9-én alakult meg.

### Kormányzási nehézségek,őszödi beszéd
A választási győzelmet követően erősíteni kívánták a reformfolyamatokat, ám a költségvetés helyzete aggasztóan alakult. Már a nyár folyamán takarékossági intézkedéseket, megszorításokat jelentettek be. A "Gyurcsány-csomag'" széleskörű csalódást okozott, az ellenzék is bírálta. A feszült légkörbe robbant be az őszödi ügy.
2006. szeptember 17-én nyilvánosságra került a május 26-án Balatonőszödön, az MSZP parlamenti frakciója előtt zárt körben elmondott beszéde, mely később őszödi beszéd néven híresült el. Még ma sem világos, hogyan szivárgott ki a hangfelvétel, ám annak kikerülése a megszorítások után és a közelgő önkormányzati választás előtt tovább rontotta a kormány helyzetét. A felvételen hallható, ahogy trágár szavak kíséretében ostorozza a megelőző másfél-két év kormányzását, a hazugságokat és a fontos tettek halogatását, elmaradását.
A beszéd számos mondata még évekig közszájon forgott, természetesen kontextus nélkül. A legismertebbek pl.:

Elkúrtuk! Nem kicsit, nagyon!

Nyilvánvalóan végighazudtuk az utolsó másfél-két évet.

A botrány kirobbanása után Gyurcsány arra hivatkozott, hogy a beszéd az egész politikai elit megelőző 8-10 évére vonatkozott, később pedig szenvedélyes igazságbeszédnek nevezte. Sólyom László köztársasági elnök is megszólalt az ügyben, szerinte a beszéd, illetve, hogy „saját hazugságát összemosta az elmúlt 16 év történéseivel”, morális válságot okozott Magyarországon.
A felvétel lejátszását heves tiltakozások követték. A Kossuth téren, a Parlament épülete előtt már 17-én este tüntetés alakult ki, amely sorozatos tiltakozásokkal folytatódott, egészen addig, amíg hónapokkal később a Parlamentet kordonokkal kerítették körül. Szeptember-október folyamán a fővárosban több alkalommal tömeges utcai megmozdulások zajlottak, melyek közül a leghevesebb a szeptember 18-19-i TV-ostrom, illetve az október 23-i események voltak.
Az ellenzéki pártok is Gyurcsány lemondását követelték. Orbán Viktor, a legnagyobb ellenzéki párt, a Fidesz elnöke 72 órás ultimátumot intézett a kormányfőhöz, de mivel Gyurcsány nem mondott le, pártja is beszállt az utcai tiltakozásba, és tüntetéssorozatba kezdett a Kossuth téren, ahol politikusok és egyéb közszereplők beszédei hangzottak el.
Az 1956-os forradalom 50. évfordulóján, október 23-án tartott megemlékezés, illetve tüntetés súlyos zavargásokba torkollott, melynek során a rendőri fellépés arányosságát sokan megkérdőjelezték. A tiltakozások ezt követően ritkultak, de még éveken át folytatódtak (lásd Kossuth tériek).
A Fidesz-KDNP parlamenti frakciószövetség Gyurcsányt ettől kezdve „illegitim” kormányfőként kezelte, parlamenti beszédei alatt pedig – a frakcióvezetők kivételével – minden alkalommal kivonultak az ülésteremből.
A beszéd utóéletéhez tartozik, hogy 2011-ben egykori párttársa, Szanyi Tibor megvádolta Gyurcsány Ferencet azzal, hogy ő maga szivárogtatta ki a felvételt, közben pedig az egész szocialista frakciót éveken át árulónak kiáltották ki.

### MSZP-elnök

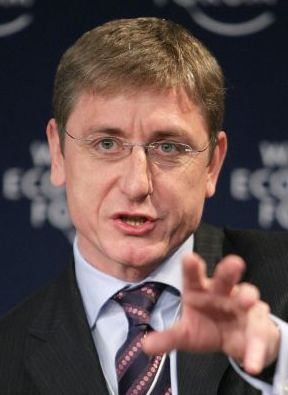
2007-ben a Világgazdasági Fórumon

2007. február 24-én a Magyar Szocialista Párt tisztújító kongresszusa – mint egyetlen jelöltet – 89%-os támogatottsággal pártelnökké választotta. A szavazás előtt ultimátumot intézett párttársaihoz, amelyben kijelentette: minimum 75% támogatásával hajlandó csak elfogadni a pártelnöki tisztségét, illetve marad miniszterelnök és folytatja a kormányzást és politikáját.
2008. június 30-án a Szocialista Internacionálé egyik alelnökévé választották annak athéni kongresszusán.

### További kormányzati nehézségek, lemondás
A tiltakozások folytatódtak, a kormány népszerűsége csökkent, majd mélypontra jutott, a koalíción belüli feszültségek is csak éleződtek, hiszen az SZDSZ elnöke, Kóka János és Gyurcsány között is konfliktus alakult ki.
A reformlépések olyan vitatott és népszerűtlen elemeket tartalmaztak, mint pl. a vizitdíj, vagy a felsőoktatási tandíj. Ezekkel szemben a Fidesz vezette szövetség ún. "szociális" népszavazást kezdeményezett. Ennek megtartását az Alkotmánybíróság végül is engedélyezte. A 2008 tavaszán megtartott referendum eredménye lesújtó volt a kormánykoalíció számára. A növekvő ellentétek, melyeket súlyosbított a koalíciós partner által jelölt egészségügyi miniszter, Horváth Ágnes leváltása, végül újabb kormányválsághoz vezettek. Ezt követően a szocialisták kisebbségben voltak kénytelenek folytatni a kormányzást, a liberálisok már csak külső támogatók maradtak.
Bár 2008 őszére a két párt közti feszültség némileg enyhült (köszönhetően részben Fodor Gábor SZDSZ-elnökké választásának), az ekkor kirobbant világgazdasági válság tovább rontotta az ország pénzügyi helyzetét. A fenyegető pénzügyi krízis orvoslására kénytelenek voltak sürgősségi IMF-hitelhez folyamodni, igen súlyos feltételekkel.
Az utolsó csepp a pohárban a miniszterelnök vitatott uniós fellépése lehetett, ahol előzetes egyeztetés nélkül tett az egész kelet-európai térségre vonatkozó indítványokat.
Gyurcsány Ferenc mindenesetre nem kívánta tovább élezni a helyzetet, és pártja 2009. március 21-én tartott kongresszusán váratlanul "új miniszterelnök keresésére" tett javaslatot, ami tulajdonképpen a lemondását jelentette. Ezzel kezdetét vette 2002 óta tartó kormányzás, egyben a rendszerváltást követő időszak 3. kormányválsága.
Gyurcsány lemondását azzal indokolta, hogy úgy érzi, személye a miniszterelnöki poszton akadályává vált a szükséges reformok keresztülvitelének és ezáltal pártja politikai sikerességének. Azt ajánlotta a kongresszusnak, hogy két héten belül találjanak egy miniszterelnök-jelöltet, majd konstruktív bizalmatlansági indítvány útján válasszák azt meg a Parlamentben.
A hírre a Fidesz kezdeményezte az Országgyűlés feloszlatását és előrehozott választás kiírását, amit az MSZP-SZDSZ-es parlamenti többség elutasított.
Sólyom László köztársasági elnök is új választás megtartása mellett érvelt nyilatkozatában.
A konstruktív bizalmatlansági indítvány megszavazásához szükséges többség megszerzéséhez az MSZP egyeztetéseket kezdett az SZDSZ-szel. A hét folyamán Gyurcsány három lehetséges személyt jelölt meg utódjaként: Surányi Györgyöt, Glatz Ferencet és Vértes Andrást. Surányi és Glatz később bejelentette, hogy nem vállalja a jelöltséget.
Felmerült Takács János neve is, akit az SZDSZ – ahogyan Vértest is – elutasított, helyette az MDF EP-listavezetőjét, a Horn-kormány pénzügyminiszterét, Bokros Lajost javasolták, mert a számukra elfogadható (Surányi melletti) harmadik lehetséges jelölt, Békesi László nem vállalta a jelölést. Mivel Bokros sem vállalta a posztot – akit egyébként az MSZP sem támogatott –, új jelöltet, Gráf Józsefet javasolta az MSZP, amit Gráf nem vállalt.
Az MSZP következő jelöltje Bajnai Gordon lett, aki április 14-én váltotta Gyurcsányt a miniszterelnöki poszton.
Habár a március 21-ei kongresszuson a szavazatok 85%-ával újraválasztották pártelnöknek, egy héttel később, 28-án erről a posztjáról is lemondott. Döntését az MSZP megyei elnökeinek találkozója után hozta meg.
A 2010-es országgyűlési választáson az MSZP országos listájának 4. helyéről bejutva nyert parlamenti mandátumot.

### Demokratikus Koalíció

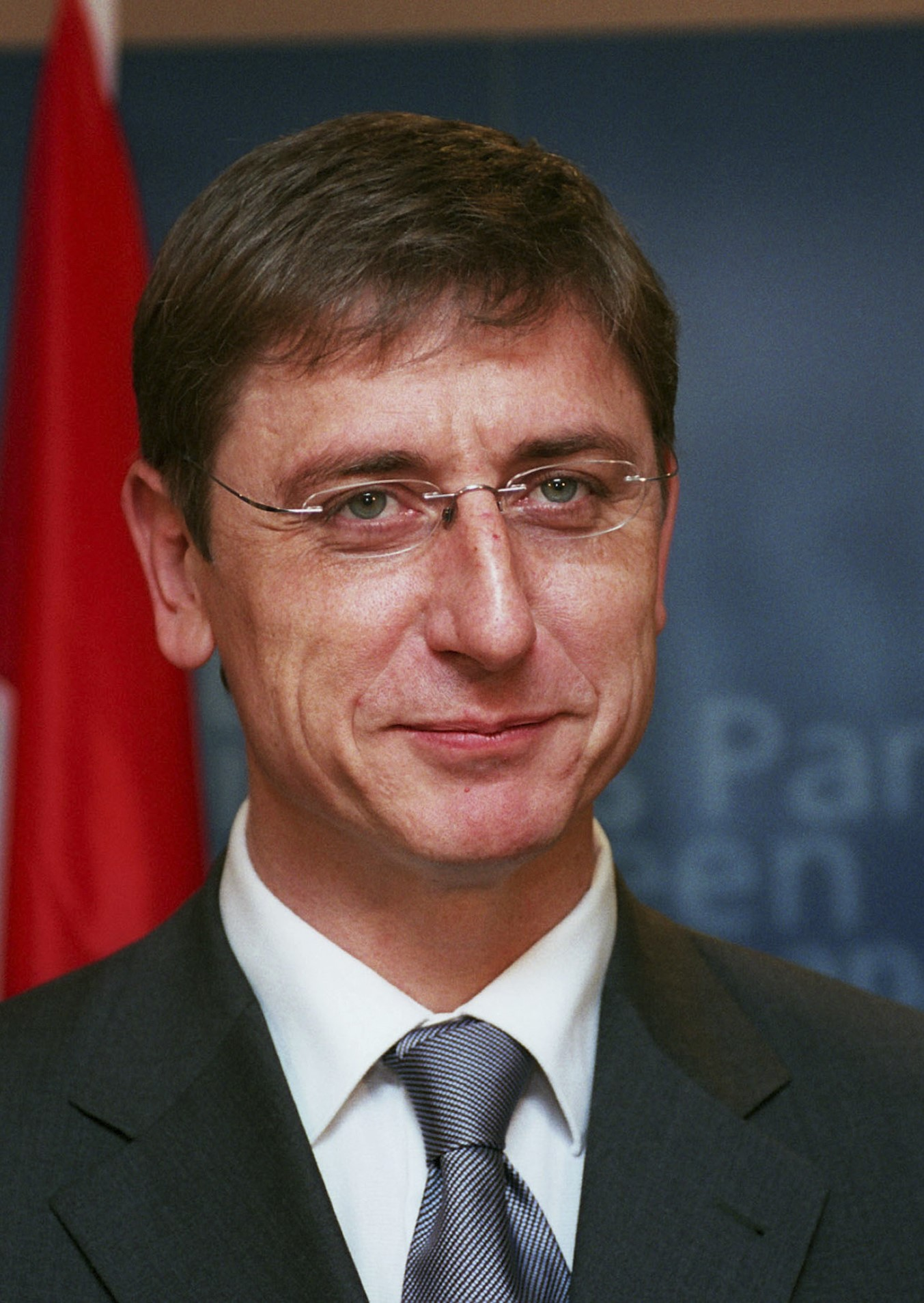
Gyurcsány 2012-ben a DK elnökeként

Pártja politikai irányvonalát ettől kezdve folyamatosan és egyre élesebben kritizálta, annak megváltoztatására 2010. október 22-én megalapította a Demokratikus Koalíció Platformot, melynek elnöke lett. Mivel próbálkozása az MSZP átalakítására kudarcba fulladt (kisebbségben maradt) 2011. október 22-én platformjával kilépett a Magyar Szocialista Pártból és Demokratikus Koalíció (DK) néven önálló párttá alakultak, melynek alapító-elnöke lett. Mivel vele együtt meglett a frakcióalapításhoz szükséges minimum tíz képviselő, társaival az MSZP frakciójából is kilépett, hogy önálló frakcióba tömörülve politizáljanak tovább a parlamentben. 2011. november 6-tól a DK elnöke.
2012. október 23-án Gyurcsány Ferenc a DK elnöke a párt ünnepi rendezvényén bejelentette, hogy a DK Bajnai Gordon volt kormányfőt támogatja az ellenzéki együttműködés miniszterelnök-jelöltjének a 2014-es választásra.
2014. január 14-én több más szervezettel együtt a DK az Összefogás, később Kormányváltás nevű pártszövetség tagja lett, melynek célja a 2014-es magyarországi országgyűlési választáson – az új nevéből adódóan – a Fidesz kormány leváltása volt, ez azonban nem sikerült. A párt az Összefogás listájáról négy mandátumot szerzett, miután azonban minimum öt mandátum kell a frakcióalapításhoz a DK nem tudott frakciót alakítani, így a négy képviselő, köztük a pártelnök Gyurcsány Ferenc független képviselőként lettek az Országgyűlés tagjai. A pártszövetség felbomlása után a 2014-es európai parlamenti választásra a párt már külön készült, de Gyurcsány közölte, hogy listavezetőként akkor sem menne Brüsszelbe, ha a pártja mandátumokat kapna a választáson.
2020-ban pártjával csatlakozott a 2022-es országgyűlési választás miatt alakult Ellenzéki összefogáshoz. A közös lista 8. helyéről jutott a parlamentbe.
A Befolyás-barométer 2024-es listáján a 35. helyet foglalta el.

### Visszavonulása a közélettől
2025. május 8-án Dobrev Klára, Gyurcsány Ferenc felesége és a Demokratikus Koalíció európai parlamenti képviselője jelentette be, hogy férje lemond a pártelnöki és frakcióvezetői tisztségeiről, valamint országgyűlési képviselői mandátumáról, és véglegesen visszavonul a közélettől. A bejelentés során egyúttal nyilvánosságra hozta házasságuk felbontását is. A döntés váratlannak hatott, mivel Gyurcsány maga nem szólalt meg nyilvánosan az ügyben, és a bejelentés napján semmilyen közleményt nem adott ki, valamint nem is jelent meg a sajtó előtt. A visszavonulás különösen meglepőnek számított annak fényében, hogy Gyurcsányt néhány hónappal korábban, a párt januári tisztújításán a tagság 97 százalékos támogatással erősítette meg elnöki tisztségében, és még márciusi országjárása során is tagadta, hogy politikai visszavonulást tervezne. A Válasz Online értesülései szerint a visszavonulás hátterében nem csupán politikai és személyes, hanem családi szempontok is szerepet játszottak. A cikk több forrásra hivatkozva azt állítja, hogy a döntésben Dobrev Klára mellett édesanyja, Apró Piroska is kulcsszerepet játszott, és szerintük nem Gyurcsány Ferenc saját elhatározásáról volt szó. A Demokratikus Koalíció hivatalos közlése ezzel szemben hangsúlyozta, hogy a lépés a párt megújulását szolgálja, célja a politikus személyét érő támadások mérséklése volt, és a visszavonulás Gyurcsány Ferenc saját döntése alapján történt.

## Eltűnt dolgozatok és plágiumvád
Schmitt Pál plágiumügye nyomán komoly sajtóérdeklődés támadt több vezető politikus diplomamunkája után, főleg Orbán Viktor és Gyurcsány Ferenc dolgozatai iránt. Orbán saját diplomamunkáját „Társadalmi önszerveződés és mozgalom a politikai rendszerben (A lengyel példa)” címmel hamarosan nyilvánossá is tette, Gyurcsány 1984-ben a Pécsi Tudományegyetemen és 1990-ben a Janus Pannonius Tudományegyetem Közgazdaságtudományi Karán leadott dolgozatai azonban nem lelhetők fel az érintett felsőoktatási intézményeknél. Az előbbi annak ellenére tűnt el, hogy az azonos szakon leadott többi szakdolgozat megvan, míg az utóbbit szabályos eljárásban leselejtezték. Gyurcsány az ügy felmerülésekor ígéretet tett rá, hogy saját példányait megkeresi és nyilvánossá teszi, de állítása szerint nem találta meg őket.
Plágiummal a Hír TV 2012. április 27-én sugárzott Célpont című műsorában vádolták meg nyíltan. Itt elhangzott: „A Balaton-felvidék szőlészete és borászata” című dolgozata címében megegyezik Gyurcsány korábbi sógora, Rozs Szabolcs 1980-ban beadott dolgozatával. Gyurcsány a Célpont kérdésére eleinte azt állította, hogy azt sem tudja, sógora miről írt szakdolgozatot, majd röviddel később nem tagadta, hogy forrásként felhasználhatta akkori sógora dolgozatát. Két nappal később a Célpont közölte, hogy állítólag megtalálták Gyurcsány dolgozatának szakmai bírálatát, és ezt összevetették Rozs állítólagos dolgozatával, melyet tőle kaptak, viszont nem tettek közzé. A Hír TV állítása szerint a Gyurcsány-dolgozat bírálatának egyes megjegyzései egybevágnak Rozs dolgozatának sajátosságaival. Ezt később a Pécsi Tudományegyetem rektora is megerősítette.
Gyurcsány a blogjában úgy reagált, hogy akkori felesége szüleinek balatonfüredi házában sok anyagot, prospektusokat talált a környék borászatáról, és valószínűleg akkori sógorának dolgozata is ezek közt lehetett, így lehet, hogy azt is felhasználta saját dolgozata készítésekor. Rozs tagadta ezt, szerinte a szülei házában az ő dolgozatán kívül semmilyen más borászattal foglalkozó anyag nem volt, és a dolgozatot sem ott írta, mivel nem ott lakott, csak küldött egy példányt a szüleinek. Minden más információt hazugságnak nevezett.
A Pécsi Tudományegyetem feljelentést tett Gyurcsány eltűnt dolgozata miatt, a rendőrség azonban elutasította azt, mivel nem talált bűncselekményre utaló körülményt. Gyurcsány maga politikai karaktergyilkosságnak nevezte az ügyet a DK május 1-i rendezvényén.
A PTE belső vizsgálatot folytatott, ennek megállapítása szerint „a bírálat és Rozs Szabolcs szakdolgozatának összevetése nem alkalmas eljárás arra, hogy Gyurcsány szakdolgozatáról szerzői jogi természetű megállapításokat lehessen tenni”. Kiderült az is, hogy Gyurcsány keresett dolgozata az egyetemi nyilvántartások szerint már 2000-ben sem volt meg. A PTE ezzel lezárta az ügyet.
A DK szerint megbukott a plágiumvád, aminek kapcsán „le akarták vadászni Gyurcsány Ferencet, de helyette bakot lőttek”. Vadai Ágnes, a DK képviselője sajtótájékoztatóján Gyurcsányhoz hasonlóan perekkel fenyegetőzött azokkal szemben, akik a plágiumot tényként említik. Selmeczi Gabriella, a Fidesz akkori szóvivőjének közleménye szerint „sem a rendőrség, sem az egyetem nem tisztázta megnyugtatóan Gyurcsány Ferenc plágiumügyét, így a gyanú árnyéka most már a volt miniszterelnökön marad.”
Gyurcsány még az eset kirobbanása után helyreigazítási pert indított a Heti Válasz és az Index nevű sajtóorgánumok ellen, mivel azok az MTI-n keresztül átvették a Hír TV állításait. A bíróság 2013 januárjában megjelent indoklása szerint azonban az nem lehet a sajtóper tárgya, hogy a Gyurcsány-dolgozat milyen körülmények között készült és hogy annak milyen volt a bírálata. A testület arra is hivatkozott, hogy a médiumoknak nem lehetett tudomásuk az egyetemen folyó eljárásról, mely értékelte a kialakult helyzetet, de a fejleményekről elvárhatóan beszámoltak. Az elvesztett per miatt a bíróság Gyurcsányt első fokon arra kötelezte, hogy az államnak 70 000, a két médiumnak pedig fejenként 50 000 forint perköltséget fizessen meg.  Gyurcsány korábban az ügyet először megszellőztető Pécsi Újság ellen is több helyreigazítási pert indított, de mindet elvesztette.

## Éhségsztrájk a választási regisztráció magyarországi bevezetése ellen
Gyurcsány Ferenc és pártja néhány más politikusa 2012. szeptember 10-én egyhetes éhségsztrájkot kezdtek a Kossuth-téren a Fidesz által kezdeményezett előzetes választási regisztráció ellen, mely véleményük szerint korlátozza a választási jogokat. A résztvevők a téren sátrakat állítottak fel a demonstráció idejére, ahol a rendezvény ideje alatt tartózkodtak és várták az érdeklődőket. Az akció kimondottan a médiafigyelem felkeltését célozta. A helyszínen feltűnt néhány nyugalmat megzavaró, kiabáló és Gyurcsány-ellenes jelszavakkal megjelent személy is. A Fidesz részéről közleményben Selmeczi Gabriella annyit fűzött a demonstrációhoz, hogy „nem hangzik túl izgalmasan, hogy négy középkorú férfi összeköltözik egy sátorba, a belváros közepén. Talán nem kellene ekkora ügyet csinálni egy egyhetes tisztítókúrából.” Szeptember 15-én, szombaton Gyurcsány és a vele éhségsztrájkolók a Batthyány-örökmécsesnél tartott DK-s gyűlésen fejezték be a demonstrációt, ahol többek közt ő is felszólalt, beszédében pedig bírálta a Fidesz-kormányt és Orbán Viktort. Bejelentette, hogy az MSZP támogatásáról biztosította, és hogy a Szolidaritással együtt kíván tüntetni október 23-án, valamint azt is, hogy élőlánccal vennék körül a Parlamentet azon a napon, amikor az előzetes regisztrációról szavaz az Országgyűlés. Miután azonban az Alkotmánybíróság alkotmányellenesnek minősítette a regisztrációt, a Fidesz visszalépett a törvénytervezettől, így okafogyottá vált a demonstráció. A döntés után a DK ezt saját és Gyurcsány sikereként értelmezte. Gyurcsány még az éhségsztrájk folyamán úgy nyilatkozott, hogy megosztó személyisége miatt nem kíván miniszterelnök-jelölt lenni, mert ahogy fogalmazott „összefogásra van szükség az ellenzék között.”

## Családja
Édesapja id. Gyurcsány Ferenc, édesanyja Varga Katalin.
Első felesége Rozs Beatrix volt, akit még a gimnáziumban ismert meg. Közös gyermekük nem született. Második feleségét, Bognár Edinát Pécsett ismerte meg. 1985-ben házasodtak össze. Gyermekeik: Péter (1988), Bálint (1990). Harmadik felesége Dobrev Klára. 1994 óta élnek együtt. Gyermekeik: Anna (1996), Tamás (1997), Márton (2015). 2025. május 8-án bejelentette, hogy elválik Dobrev Klárától.

## Szabadidő, sport, hobbi
Gyurcsány Ferenc hobbija a futás és a főzés. A receptekből és történetekből összefűzött Gyurcsány a konyhában  című szakácskönyvnek is szerzője. A ma is aktívan űzött tevékenységeken kívül, évtizedekkel ezelőtt a bőrdíszművességgel is megismerkedett, Bajnai Gordont is „ő vezette be ebbe a mesterségbe”. Tevékenysége miatt a Magyar Amatőr Bőrdíszművesek Szövetsége tiszteletbeli elnökké választotta.

## Személye körüli problémák
- 2001-ben az MSZP megszavazta az Orbán-kormány javaslatát a magyarigazolvány bevezetésére, a 2002-es Orbán–Năstase megállapodás kapcsán azonban „23 millió román munkavállaló” állítólagos bevándorlásával riogatott. Debreczeni József Új miniszterelnök című életrajzában Gyurcsány elismeri, hogy ez a kampányfogás az ő ötlete volt.[101][102]
- 2002-ben az ötvenedik helyen szerepelt a Magyar Hírlap a 100 leggazdagabb magyart felsoroló listáján.[103] Politikai ellenfelei kétségbe vonják meggazdagodásának törvényességét. Első és második hivatali ideje alatt is több eljárást indítottak üzleti ügyeinek kivizsgálására. 2006 elején az ügyészség Deutsch-Für Tamás fideszes politikus feljelentése alapján eljárva megalapozottnak látta az okirathamisítás bűncselekményének gyanúját egyik cégével kapcsolatban, ám elévülés miatt az eljárást lezárták.[104] Gyurcsány tagadta, hogy bűncselekményt követett volna el, és több nyilatkozatában „jogi pontatlanságoknak" nevezte a történteket.[105][106]
- 2002-ben a választási kampány során az ő ötlete alapján szerveztek a szocialisták tüntetést és kampányt, ami Kövér László „köteles beszéd”[107] néven híressé vált mondatainak kiforgatására épült. Debreczeni József könyvében később Gyurcsány beismerte, hogy Kövér kijelentését tudatosan rossz szándékúan értelmezve, hatásvadász módon, félelemkeltésre használták fel a kampány során.[108] A beszéd értelmezése és az azt követő tüntetés - ahol baloldali személyiségek kötéllel a nyakukban jelentek meg - jelentős indulatokat keltett a magyar közéletben.
- 2004-ben így nyilatkozott: „Akinek egy szobája van, az kettőt, akinek kettő van, az hármat, akinek három, az meg családi házat. Akinek öreg, öregecskedő felesége van, az fiatalabbat érdemelne.” A feleségek „lecserélésére” vonatkozó, megalázónak vélt kijelentés ellen többen – főként nőszervezetek – tiltakoztak.[109][110][111]
- A kettős állampolgárság bevezetését akarók táborában még népszerűtlenebbé vált,[forrás?] amikor a 2004. december 5-ei népszavazás előtt a „nem” mellett kampányolva 800 000 határon túli magyar áttelepülésének állítólagos veszélyével riogatott.[112][113] Emiatt népszerűsége a határon túli magyarság közt is mélyre süllyedt;[114] több helyen tiltakoztak ellene.[115][116]
- 2005 februárjában, egy pártrendezvényen elmondott viccben terroristának nevezte a szaúd-arábiai labdarúgó-válogatott tagjait. A kijelentés kisebb diplomáciai feszültséget keltett a két ország között, néhány hónapra visszarendelték a szaúdi nagykövetet.[117] Gyurcsány később bocsánatot kért a szerencsétlen tréfa miatt.[118]
- 2005. szeptember 24-én Battonyán a következőket mondta: „Tudom és ismerem, milyen nyugdíjasnak lenni ebben az országban. Látom édesanyámon, aki kétszobás lakótelepi lakásban lakik, aki csak akkor kapcsolja be a konvektort, hogyha nagyon muszáj, a konyhában pedig azért nem, mert a gáztűzhely úgyis ad elég meleget. Tudom, hogyan számolja és hogyan olvassa a gázórát, hogy hány köbméter fogyott ebben a hónapban.” A kijelentés alapján felmerült a kérdés, hogy a vagyonos üzletember esetleg nem gondoskodik megfelelően az anyjáról.[119][120][121]
- 2006. június 15-én az Országos Érdekegyeztető Tanács ülésen a vállalkozókhoz szólva kijelentette, akiknek közülük nem tetszenek az adóemelések, elhagyhatják az országot: „Lehet Szlovákiával példálózni. És el lehet dönteni, hogy szlovák viszonyokat szeretnénk-e. Szlovák nyugdíjakkal. Persze, nem kell fizetni az osztalék után adót, nem kell! Nem kell fizetni annyi tb-t! Nem kell! De lényegében magyar árszínvonal mellett fele annyi a nyugdíj, mint nálunk. Ez a programja a munkáltatóknak? Én is tudok keményen kérdezni! Ez? Hogyan fogjuk kifizetni a nyugdíjakat? Hogyan? El lehet menni Magyarországról! Itt lehet bennünket hagyni, kérem szépen! Tessék! Lehet menni!”[122]
- 2006. február 25-én Veszprémben Gyurcsány az ellene irányuló politikai támadások kapcsán a következő kijelentést tette: „És ha az embert megbántják, és ha az embert megsértik, és hogyha az emberre rágalmakat szórnak, akkor az ember megrázza magát és megy tovább, és nem veszi föl a kesztyűt. És ha valakik kóbor kutyákat kergetnek ki az utcára, erre a válasz nem az, hogy mi pedig veszett rókákat. A válasz az, hogy a kóbor kutyákat befogjuk és telepre visszük, a városokat, országunkat megvédjük.” Az e szavak értelmezését firtató későbbi újságírói kérdésre azt válaszolta, „a gondolatmenet magáért beszél”.[123]

- 2006. szeptember 17-én nyilvánosságra került a május 26-án a balatonőszödi MSZP frakcióülésen elmondott beszédének hangfelvétele, amelyben a nehéz lépések szükségességét indokolva elismerte többek között kormánya első másfél évének időhúzó politikáját, a népszerűtlen intézkedések és a reformok elodázását. A szöveg tartalma és – utólag a miniszterelnök által túlzónak és „szenvedélyesnek” minősített – („végighazudtuk az utolsó másfél-két évet”), helyenként trágár szóhasználata széles körben negatív visszhangot váltott ki és tömeges tiltakozásokhoz és zavargásokhoz vezetett. (Bővebben: Őszödi beszéd, illetve Magyarországi tiltakozások 2006 őszén)
- A balatonőszödi beszéd nyilvánosságra kerülését követő zavargások során számos rendőr indokolatlanul, jogellenes bántalmazott nemcsak egyes, a tüntetéseken részt vevő személyeket, de nem egy esetben az azokban részt nem vevő járókelőket is,[124][125] majd esetenként hamis tanúzással igyekeztek börtönbe juttatni őrizetbe vetteket, hogy ezzel a túlkapásokat leplezzék.[126] Gyurcsányt politikai ellenfelei azzal vádolták, hogy a rendőri túlkapások az ő utasítására vagy bátorítására történtek. A miniszterelnök az ellene tüntetők erőszakos akcióival szemben a rendőri intézkedéseket megvédte és kiállt az érintett rendőri vezetők mellett.[127] Blogjában 2006. október 25-én megjelent egy később törölt bejegyzés, amely a rendőrség „lenyűgöző szakszerűségéről” szólt, amellyel a rendőrség a tisztességes adófizető állampolgárokat védte, és az ezzel kapcsolatos hála anyagi kifejezését sürgette. A miniszterelnök az MTV-székház ostroma során utasításokat adott a rendőrségnek.[128]
- A sorozatos botrányok és lelepleződések miatt Gyurcsány népszerűsége példátlan mélységbe zuhant.[129] Gyurcsány a több oldalról érkező felszólítások illetve nyomásgyakorlás ellenére sem volt hajlandó lemondani. 2008 nyarán az SZDSZ többek között a miniszterelnök személyére hivatkozva hagyta el a koalíciót, és így az MSZP kisebbségi kormányzásra kényszerült.[130]
- 2009 tavaszára népszerűsége odáig zuhant, hogy 18%-os népszerűségi indexével a demokratikus Magyarország valaha volt legnépszerűtlenebb miniszterelnöke lett.[9][10] Az emberek mindössze 18%-a tartaná hatalomban a kormányt és 81% szerint rossz irányba mennek a dolgok. (Utóbbi két adat az addig mért legrosszabb.[131] 2012 januárjában azonban már 84% volt a rossz irányt látók aránya.[132])
- A Gyurcsány-kormány idején izraeli befektetők egy csoportja Magyarországon, Sukoró település közelében nagyszabású kaszinó- és turisztikai beruházást kívánt megvalósítani. Az ellenzék a kormány és Gyurcsány Ferenc személye elleni általános támadások közepette élesen ellenezte a beruházást, rámutatva a telekcsere során érintett területek értékkülönbségére. A kormány szerint viszont az másfélszer annyi tőkét vonzott volna Magyarországra, mint az ugyancsak akkoriban megkötött megállapodás a Mercedes gyár kecskeméti telepének megépítéséről, és 1500 fő közvetlen foglalkoztatását tette volna lehetővé, ezért azt támogatta volna, többek között telekcserével biztosított volna területet a számára. Az ellenzék elsősorban a telekcserét támadta, mert abban az állam megkárosítását látta, de fontos szerepet kaptak a környezetvédelmi aggodalmak is. Az ügy az őszödi beszédhez hasonló hívószóvá emelkedett, Schiffer András feljelentést tett, a Polt Péter vezette ügyészség is vizsgálatot indított. A Gyurcsány-kormány bukása után utódja, Bajnai Gordon elállt a beruházás megvalósításától.[133] Az üggyel kapcsolatos perek 2014-ben zárultak le, melynek során egy washingtoni választott bíróság a magyar állam javára döntött a sukorói kaszinóberuházás kártérítést követelő befektetőivel szemben.[134]
- 2012 áprilisában az eltűnt és állítólagosan plagizált szakdolgozata okozott újabb botránysorozatot, lásd fentebb.
- 2013. október 14-én egy pódiumbeszélgetésen, melyben a DK választási esélyeit latolgatta, a következőket mondta az MSZP-ről: „Én voltam ennek a pártnak az elnöke, sok helyről vándorolt oda a pénz, Európából nem nagyon, ahonnan meg vándorolt, azt meg jobb, ha nem tudjuk.” A kijelentés alapján felmerült a gyanú, hogy Gyurcsány pártelnöki időszakában illegális módon kerültek pénzek a pártba, de Gyurcsány szerint ő csak a pártfinanszírozási szabályok visszásságaira utalt.[135] A Fidesz bejelentette, hogy Gyurcsány kijelentése miatt feljelentést tesz, az MSZP szerint nem történt szabálytalan pénzmozgás a párt gazdálkodásában,[136] az ügyészség pedig végül elutasította a feljelentést bűncselekmény hiányában, mert „az bűncselekményre utaló konkrét ténybeli alapot nem, csak a feljelentők következtetéseit tartalmazta.”[137] Gyurcsány és a DK csalódással fogadta az ügyészség döntését, mert nyilatkozatuk szerint a per kapcsán a pártfinanszírozás általános rendezetlenségére és a Fidesz ezzel kapcsolatos felelősségére akarták irányítani a figyelmet.[138]
- 2014-ben Heller Ágnes baloldali filozófus a Wiener Zeitung osztrák liberális napilapnak adott interjúban Gyurcsány Ferenc politikusi tevékenységét minősítve kijelentette, hogy "nagyon rossz miniszterelnök volt. Politikailag egyáltalán nem volt tehetséges, kétbalkezes volt."[139]
- 2017. április 21-én azt állította, hogy évekkel azelőtt olyan dokumentumokat látott, melyek szerint Orbán Viktort Oroszország zsarolja, és elvárta Orbántól, hogy perelje be őt, mert akkor a per során megmutatná az iratokat, amelyek egyébként a bejelentése idején még nem is voltak a birtokában. A Fidesz-frakció reagálása szerint: „Mindig is tudtuk, hogy bolond lyukból bolond szél fúj. Gyurcsány Ferenc egyszerűen meghülyült.” A DK elnöke később azzal magyarázta a bejelentést, hogy ne lehessen azzal vádolni, hogy kiderülés esetén tudott az ügyről és nem szólt róla.[140][141][142] Az állítására bizonyítékokat nem mutatott, a témában összehívott parlamenti nemzetbiztonsági ülésre nem ment el.[143] Május 15-én – bizonyítékok nélkül – úgy nyilatkozott, hogy Orbán Viktor titkos svájci bankszámlájára valaki 100 milliókat utalt.[144] Két nappal később tájékoztatta az ügyben a nemzetbiztonsági bizottság szocialista elnökét, Molnár Zsoltot, aki szerint a beszámolóban nem voltak egzakt tények, de Gyurcsány kérésére titkosítják az elhangzottakat.[145]
- 2017 októberének végén pártjával együtt azzal kezdett kampányolni, hogy a határon túli kettős állampolgárok szavazati jogát vonják vissza, mert állítása szerint ők nem élik át a döntésük következményeit. A felvetés újabb polémiát okozott, a kormánypárt és más közszereplők is kritikával illették a felvetést.[146][147]
- 2021 szeptemberében debreceni kampányrendezvényét egy férfi megzavarta, amelyre ingerülten reagálva az alábbiakat mondta: "Az a bunkóság, amit maga nyom, nem elfogadható egy európai országban és még itt sem. Azt javaslom magának, hogy nagyon gyorsan fogja be a száját, megértette? A hétszázát!". Az esetről készült videó körbejárta az internetet, felháborodást keltve, hogy a politikus egy állampolgárt utasít elhallgatásra.[148]

## Művei
- Útközben; Napvilág, Budapest, 2005 (Demos könyvek) Letöltés – MEK ISBN 963-935-070-2
- Hétről-hétre. Interjúkötet Gyurcsány Ferenc miniszterelnökkel; interjú Bálint István, Gadácsi János, Nánási Anikó; DELA, Debrecen, 2006
- Giddens professzor úrnak pedig azt válaszolom... Gyurcsány Ferenccel beszélget Rádai Eszter; Mozgó Világ, Budapest, 2006
- Blogkönyv, 2006-2007; Gabo, Budapest, 2008
- Megegyezés Magyarország megújításának lehetséges irányáról; MSZP Országos Központ, Budapest, 2008
- Gyurcsány a konyhában; fotó Déri Miklós, Urbán Ádám; Novotrade, Budapest, 2013
- Gyurcsány szabadon. Szántó István interjúkötete; Ab Ovo, Budapest, 2013
- A kereszt halála (Kate Vargha álnéven). Budapest: T&T Beruházási Tanácsadó Kft. 2024. ISBN 9786150213576

## Díjai
- Magyar Toleranciadíj (2010)